# Civilization Revolution
Civilization Revolution är ett datorspel av Firaxis som finns släppt till Xbox 360, Playstation 3, Nintendo DS och Iphone OS. Från början var spelet tänkt att släppas till samtliga konsoler tillhörande den sjunde generationens stationära spelkonsoler (och Nintendo DS) men den version som var ämnad till Wii har gång på gång skjutits upp på grund av brist på resurser.
| Mottagande | Mottagande                             |
| Samlingsbetyg | Samlingsbetyg                          |
| Tjänst | Betyg                                  |
| --- | -------------------------------------- |
| Metacritic | (PS3) 85/100 (X360) 84/100 (DS) 81/100 |
| Recensionsbetyg |                                        |
| Publikation | Betyg                                  |
| Famitsu | (DS) 28/40                             |
| Game Informer | 9/10                                   |
| Game Revolution | B-                                     |
| Gamespot | 9.0/10                                 |
| IGN | 8.8/10                                 |
| Official Xbox Magazine | 9.0/10                                 |
| PSM | 4/5                                    |
| \| Utmärkelser \| Utmärkelser \| \| Publikation \| Utmärkelse \| \| ----------- \| --------------------------- \| \| IGN \| Best Xbox 360 Strategy Game \| |                                        |
| Utmärkelser |                                        |
| Publikation | Utmärkelse                             |
| IGN | Best Xbox 360 Strategy Game            |